# Охотничий вестник
«Охотничий вестник» — специализированный охотничий иллюстрированный журнал для широкого круга читателей. Издавался в Москве с 1901 по 1918 год, преимущественно 2 раза в месяц.
Основан предпринимателем А. В. Тарнопольским, представлял коммерческие интересы оружейных магазинов своего владельца. Редакторами и номинальными издателями были разные лица, дольше всех эту должность занимал С. Н. Алексеев.
Журнал ориентировался на широкий круг читателей, независимо от образованности и уровня доходов. Публиковал материалы об охотничьем оружии, природе, охоте и рыболовстве, охотничьем собаководстве, очерки и рассказы, письма читателей и ответы на их вопросы. Привлекал к сотрудничеству известных охотников и заводчиков собак, учёных, специалистов по оружию и другим связанным с охотой вопросам, известных писателей и простых охотников. Отличался доходчивой подачей информации, оперативным размещением материалов и живой реакцией на события общественной жизни.
Благодаря невысокой подписной цене и привлекательному художественному оформлению журнал пользовался популярностью, его тираж достигал 20 тысяч экземпляров. Подписчиков привлекали бесплатными приложениями к журналу и скидками на покупки в оружейных магазинах владельца.

## История издания
Журнал «Охотничий вестник» был основан в 1901 году. В это время на рынке специализированной охотничьей периодики господствовали такие авторитетные и популярные в среде охотников журналы, как «Природа и охота» и «Псовая и ружейная охота», которые издавались исключительно на собственные средства издателей-энтузиастов, любителей и знатоков охоты и всего, что с ней связано, защитников природы и популяризаторов охотничьего дела: Л. П. Сабанеева (до 1898), Н. В. Туркина (до 1912), С. В. Озерова (до 1903). В отличие от всех естественнонаучных и охотничьих изданий, «Охотничий вестник» стал первым печатным органом, политику которого определяли коммерческие интересы.
Основателем журнала был потомственный дворянин, крупный московский предприниматель Антон Витальевич Тарнопольский (1864—?), вошедший в историю как создатель курортного комплекса «Кавказская Ривьера» и славившийся коммерческой изобретательностью и неиссякаемой энергией. Тарнопольскому принадлежали сеть оружейных магазинов в Москве и Харькове, продававших недорого качественные охотничьи ружья европейского производства, а также собственное производство охотничьего оружия. В 1901 году Тарнопольский учредил «Товарищество на вере „Охотничий вестник“ А. В. Тарнопольского и Ко», при котором открыл очередной оружейный магазин в Москве, и основал журнал с таким же названием. По сути, непосредственной задачей журнала было способствовать известности магазина и продаже ружей: материалы об оружии занимали значительное место, подписчикам рассылали прейскуранты магазинов, предоставляли скидки при покупке ружей и принадлежностей, устраивали лотереи.
Фактическим руководителем журнала был сам Тарнопольский, написавший к тому же множество статей, очерков и заметок для журнала, но он не афишировал своё личное участие, публикации подписывал псевдонимом Гражданский инженер, а на должности издателей привлекал номинальных лиц. Первым редактором-издателем числился управляющий оружейным магазином в Харькове Владимир Дмитриевич Гальяр. В 1902 году он «продал» право издавать журнал Семёну Ивановичу Маноцкову, врачу, статскому советнику, проживавшему в Области Войска Донского. После смерти С. И. Маноцкова в 1905 году по его духовному завещанию журнал перешёл в собственность жены Тарнопольского Зиновии Николаевны и его малолетнего сына Иосифа, а в журнале вместо имени редактора-издателя значилось «Наследники Маноцкова» («Преемники Маноцкова»).
В 1907 году «Товарищество на вере…» преобразовалось в «Товарищество на паях для торговли оружием и предметами спорта „Охотничий вестник“», журнал и все бесплатные приложения к нему официально стали печатным органом товарищества. Ответственным редактором издания стал Сергей Николаевич Алексеев — городской учитель, журналист и составитель светских справочников и брошюр, пропагандирующих здоровый образ жизни. После начала революции 1905 года Алексеев пытался издавать газеты демократической направленности, закрытые Московским генерал-губернатором «ввиду вредного влияния». В должности ответственного редактора «Охотничьего вестника» Алексеев прослужил до начала 1916 года.
В декабре 1915 года А. В. Тарнопольский продал свой пай в Товариществе и вышел из дела. Чрезвычайное собрание пайщиков в феврале 1916 года избрало новое правление, которое «навсегда порвало со старыми традициями, направлениями и приёмами» и уволило всех служащих, заменив их новыми. Новым редактором-издателем был назначен уроженец Оренбурга, мещанин И. Н. Туркестанов. Одним из директоров товарищества стал московский купец, владелец магазина оружия, спортивного и дорожного инвентаря Александр Алексеевич Битков, конкурент и непримиримый критик Тарнопольского, много лет обвинявший журнал в его зависимости от политики торгового предприятия. Как политика оружейных магазинов Тарнопольского доминировала в «Вестнике» вплоть до конца 1915 года, так с 1916 года превалирующей стала политика магазинов Биткова.
Тесная связь с коммерческими организациями позволила «Охотничьему вестнику» продержаться на плаву дольше других охотничьих журналов. Бурные события начала XX века — русско-японская война, первая русская революция, Первая мировая война и, наконец, революция 1917 года — не могли не отразиться на состоянии специализированной прессы, в том числе охотничьей. Число охотников значительно сократилось, а уменьшение числа подписчиков сделало невозможным существование многих изданий. В то время как в начале XX века в России издавалось более 30 охотничьих периодических изданий, к 1914 году их осталось 5, а к 1917 — всего 2. Не устояли и они: журнал «Наша охота», выходивший с 1907 года, закрылся в конце 1917, «Охотничий вестник» продержался чуть дольше и перестал выходить с августа 1918 года.
Из всех дореволюционных специализированных охотничьих изданий «Охотничий вестник» по продолжительности существования уступил лишь сабанеевским «Природе и охоте» (1878—1912) и «Охотничьей газете» (1888—1912).

## Характеристика журнала
В отличие от толстых научно-популярных журналов вроде «Природы и охоты», целевая аудитория которых состояла из специалистов, профессионалов и учёных, «Охотничий вестник» был популярным изданием, ориентированным на самый широкий круг читателей — охотников-любителей, в том числе малограмотных, которые за небольшую плату будут получать всю необходимую информацию.
Журнал формата 36,5 х 26,5 см объёмом от 16 до 24 страниц с годичной пагинацией обозначался как «художественно-иллюстрированный» (этот атрибут сохранялся до 1917 года, когда в оформлении стали преобладать фотографии) и содержал множество рисунков, сложно оформленных буквиц и виньеток. Художественная заставка на титульной странице менялась каждый квартал. Оригинальное художественное оформление придавало журналу привлекательный и вид и выгодно отличало его от других изданий.
| Год                          | Номеров в месяц | Вышло книжек (из них сдвоенных) | Подписная цена на год |
| ---------------------------- | --------------- | ------------------------------- | --------------------- |
| 1901                         | 1               | 12                              | 2 руб.*               |
| 1902—1903                    | 2               | 24                              | 2 руб. 20 коп.*       |
| 1904—1906                    | 2               | 24                              | 2 руб. 50 коп.*       |
| 1907—1909                    | 2               | 24                              | 3 руб.*               |
| 1910—1913                    | 2               | 24                              | 4 руб.*               |
| 1914                         | 4               | 39 (9)                          | 4 руб. 50 коп.        |
| 1915                         | 4               | 32 (16)                         | 4 руб. 50 коп.        |
| 1916                         | 2               | 24                              | 5 руб.                |
| 1917                         | 2               | 16 (8)                          | 7 руб.                |
| 1918                         | 2               | 7 (7)                           | 18 руб.               |
| * с бесплатными приложениями |                 |                                 |                       |

В первый год журнал выходил ежемесячно, впоследствии — 2 раза в месяц, а в 1914—1915 годах 4 раза в месяц, хотя значительная часть номеров выходила сдвоенными. С мая 1917 года выпуски были только сдвоенными, то есть журнал фактически стал ежемесячным. «Охотничий вестник» распространялся, в основном, по подписке, но можно было купить и отдельные номера.

### Содержание и редакционная политика
О своих целях журнал заявил в программной редакционной статье первого номера:
«… первой своей целью мы ставим: уяснять охотникам правильное понятие об отношении к любимому делу — охоте, поднять в этом направлении их самосознание и быть всегда на страже всех без исключения охотничьих интересов, защищая их путём гласности…

Вторая наша цель заключается в том, чтобы с одной стороны дать возможность охотникам поделиться с товарищами знаниями и опытом, а с другой доставить захолустному и небогатому охотнику приятный и зачастую полезный досуг. Мы желаем, чтобы даже одинокий и сирый охотник, взяв в руки наш журнал, почувствовал, что он не один…"

Программа издания включала широкий диапазон тематических разделов: официальные документы; размножение охотничьих и промысловых животных и лечение их; флора и фауна Российской Империи, зоологические мелочи; охота по перу и на зверя; собаководство; технические и критические статьи всякого рода, касающиеся охотничьего оружия и принадлежностей; охотничьи выставки; торговля дичью, оружием и охотничьими принадлежностями; рыболовство; библиография и критика, обзоры газет и журналов; беллетристика; письма читателей и ответы на вопросы. Время от времени рубрики дополнялись, укрупнялись и дробились, в частности, существовали разделы: охотоведение; очерки охот; промысловая охота; научные статьи по зоологии и зоотехнике; родная природа; естественные богатства страны; животное и пернатое царство России; искусство стрельбы; охотничий фельетон и юмористика; хроника охотничьих обществ и кружков; за рубежом; советы молодым охотникам. 1-2 страницы в конце журнала, форзацы и задняя обложка были отданы объявлениям и рекламе. С номера 11 за 1903 год журнал стал выходить с подзаголовком «журнал ружейной и псовой охоты, собаководства, рыболовства, оружейной техники и охотничьей беллетристики». В 1906 подзаголовок стал короче — «журнал ружейной и псовой охоты и охотничьей беллетристики», а в 1907 — совсем лаконичным: «журнал по всем отраслям охоты»; подзаголовок изменился на «журнал по всем отраслям охоты и природоведения» в 1916, а с 1917 года исчез.
Разнообразное содержание и живой диалог с читателями дополнялись доходчивой подачей информации и оперативностью: все поступавшие в редакцию материалы сразу же шли в печать, что было не свойственно «академическим» охотничьим изданиям.

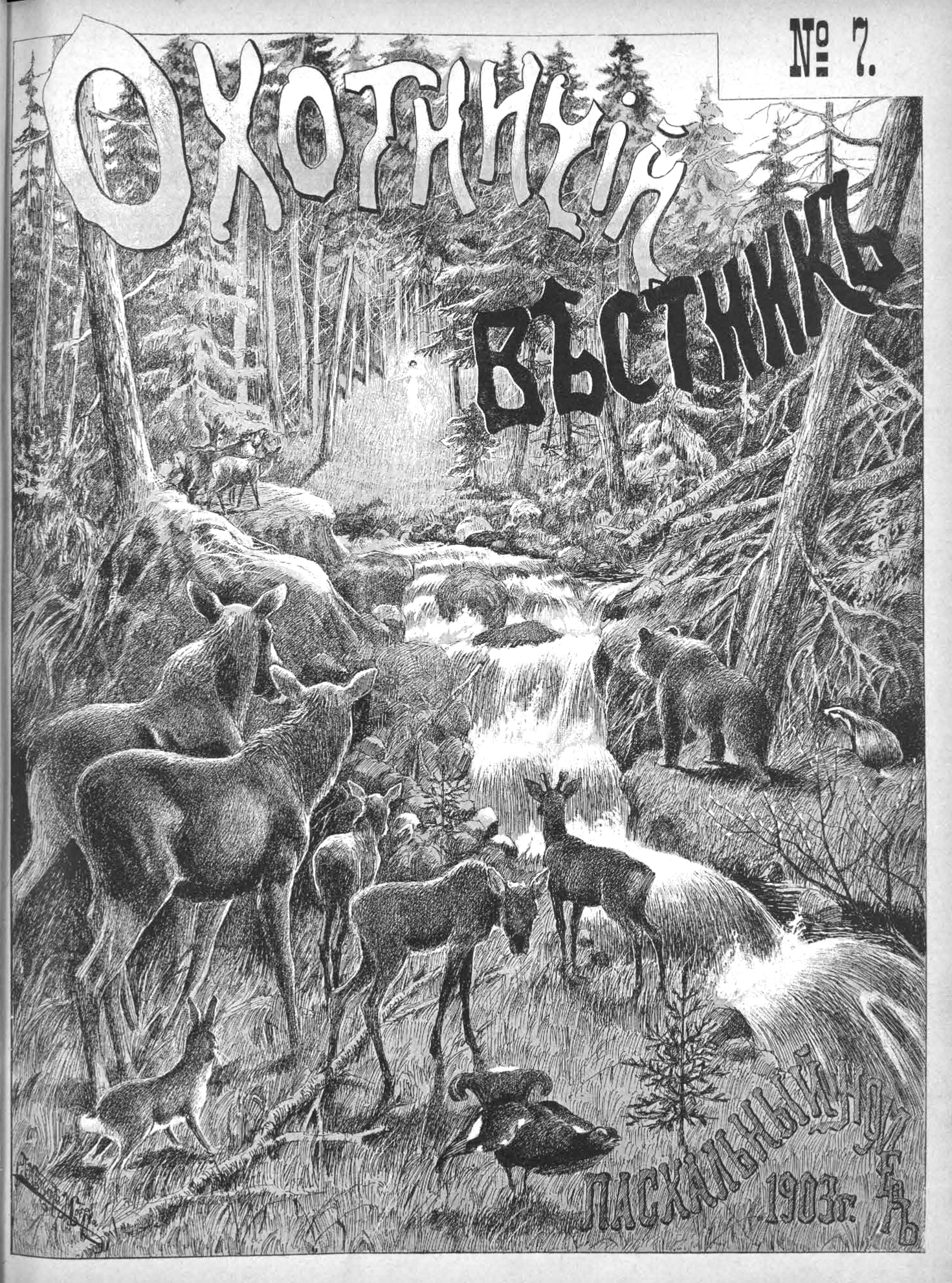
Обложка «Охотничьего вестника» № 7 за 1903 год

Журнал привлекал к сотрудничеству известных в охотничьей среде людей, чтобы отражать охотничью действительность и выражать нужды и интересы миллионной «охотничьей семьи». В журнале публиковались охотники, охотоведы, зоологи, экологи, путешественники, ветеринарные врачи, специалисты в области оружейной техники, заводчики собак, писатели: фенолог и писатель Л. Д. Александров, орнитолог и охотовед С. А. Бутурлин, писатель и охотник Д. А. Вилинский, ловчий Императорской охоты генерал В. Р. Диц, зоолог и охотовед профессор Б. М. Житков, писатель С. С. Качиони (С. Ламбро), заводчик гончих Н. П. Кишенский, зоолог профессор Г. А. Кожевников, ветеринарный врач А. А. Лебедев, инженер Н. Д. Петров, зоолог К. А. Сатунин, зоолог профессор И. К. Тарнани, заводчик легавых А. С. Тюльпанов, писатель и заводчик пойнтеров Н. И. Яблонский и другие. Статьи и материалы об оружии, написанные Гражданским инженером — А. В. Тарнопольским — и снабжённые рисунками, занимали значительную часть площади журнала до конца 1915 года, он же отвечал на вопросы читателей.
Читателей привлекало и то, что «Охотничий вестник» не оставался в стороне от важных событий в обществе. В революционном 1905 году журнал публиковал статьи общественно-политического содержания; предметом обсуждения стали проект нового закона об охоте, события военной кампании, забастовки рабочих, создание охотничьих обществ и другие вопросы. Первая мировая война отразилась на страницах журнала публикациями о патриотизме, необходимости совершенствовать спортивную и военную подготовку молодёжи, о пожертвованиях в пользу фронта и волонтёрстве, о подъёме национального духа и необходимости освободиться от влияния враждебной милитаристской германской культуры.  В разделе природы появились рассказы о столкновении с войной диких животных и о военных подвигах собак, в охотничьем разделе — о случаях с охотниками на войне. С воодушевлением встретив февральскую революцию и поверив в предстоящее переустройство всех сфер жизни, возможность скорейшего решения земельного вопроса и определения статуса охоты в молодой стране, журнал весь год писал о необходимости обустройства заповедников, создания музеев природы, включения в члены охотничьих обществ представителей пролетариата и крестьян, которые будут пропагандировать правильную охоту среди малограмотного населения, призывал неравнодушных граждан объединяться в союзы и общества, чтобы противостоять уничтожению природных богатств. Несмотря на тематические трансформации, связанные с военными событиями, изданию удалось сохранить свою специализацию. Гибкость редакционной политики в освещении актуальных как для отрасли, так и для владельцев издания тем помогли сохранить интерес читателей к журналу.

## Привлечение подписчиков и покупателей
| Бесплатные приложения к «Охотничьему вестнику»                                                    | Бесплатные приложения к «Охотничьему вестнику» |
| Год                                                                                               | Приложения |
| ------------------------------------------------------------------------------------------------- | --- |
| 1901                                                                                              | «Орнитологический и зоологический атлас охотничьих птиц и зверей России», выпуск 1 Ружейный аксессуар на выбор из 4-х предложенных (например, флакон ружейного масла) |
| 1902                                                                                              | «Орнитологический и зоологический атлас…», выпуск 2 |
| 1903                                                                                              | «Орнитологический и зоологический атлас…», выпуск 3 |
| 1904                                                                                              | Литературное приложение: 6 выпусков общим объёмом более 600 страниц                                                                                                   |
| 1905                                                                                              | Книги: - «Следы охотничьих животных» со 163 рисунками следов в натуральную величину - «Природа и охота на Северо-западном и Западном Кавказе»                         |
| 1906—1907                                                                                         | Настенная таблица с полезными сведениями Ежемесячные журналы: - «Охотничье оружие» - «Собаководство»¹ - «Рыболов-любитель»¹                                           |
| 1908—1909                                                                                         | Ежемесячные журналы: - «Охотничье оружие» - «Собаководство»¹ - «Рыболов-любитель»¹                                                                                    |
| 1910                                                                                              | Ежемесячный журнал «Всемирный спорт и здоровье»² |
| 1911                                                                                              | Ежемесячные журналы: - «Охотничье оружие, рыболов-любитель и собаководство» - «Всемирный спорт и здоровье»²                                                           |
| 1912—1913                                                                                         | Ежемесячные журналы: - «Охотничье оружие и собаководство» - «Рыболов-любитель с отделом спорта»                                                                       |
| ¹ Подписка отдельно на этот журнал стоила 1 руб. ² Подписка отдельно на этот журнал стоила 2 руб. | |

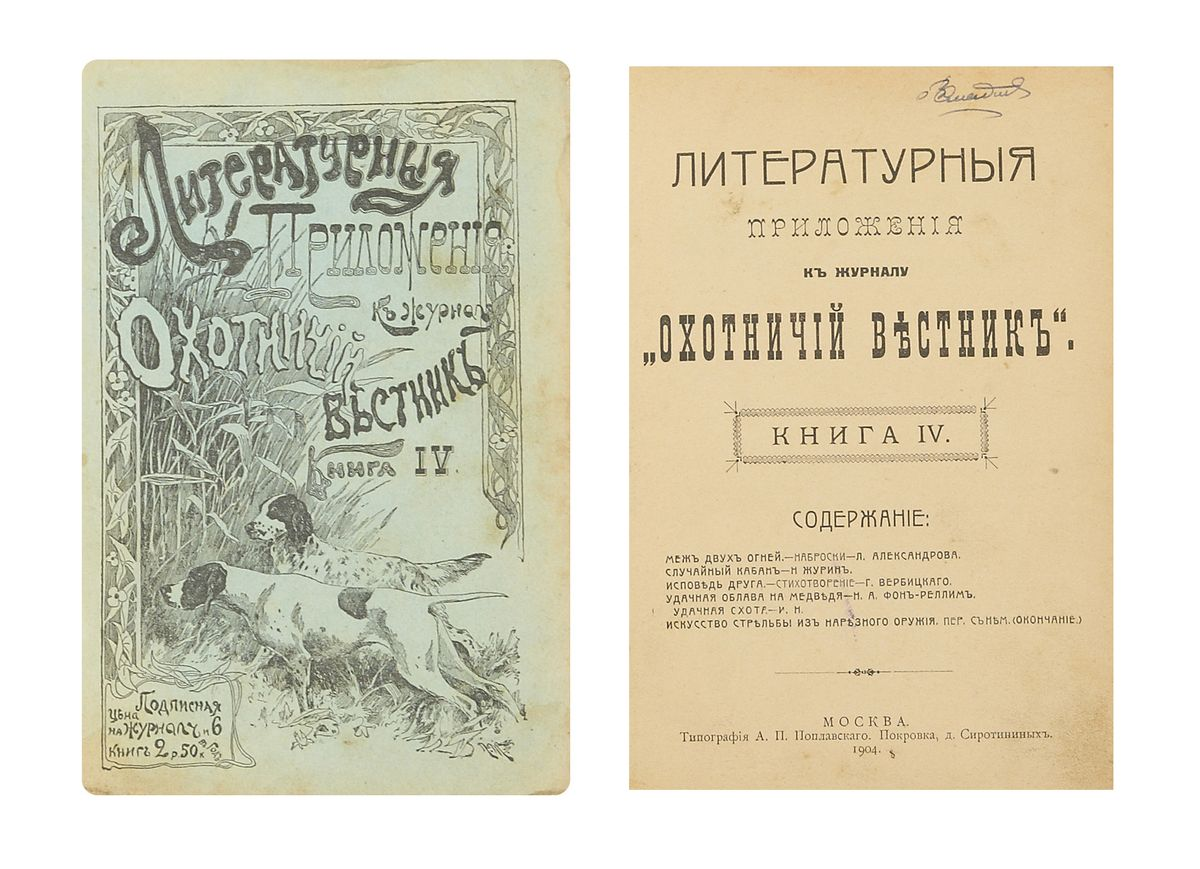
Обложка и титульный лист Литературного приложения (вып. IV) по подписке на 1904 год

Стоимость подписки на «Охотничий вестник» была в 2—3 раза ниже, чем у других журналов, и при этом издание предоставляло рассрочку платежа, а для подписчиков прошлого года, в случае оплаты подписки одним платежом, в 1910—1915 годах снижало стоимость на 1 рубль. В 1911—1912 годах скидка со стоимости подписки 50 % была предоставлена учителям сельских школ, фельдшерам, псаломщикам, волостным писарям и телеграфистам неузловых станций, «ввиду пользы, какую они по своему положению лиц, соприкасающихся постоянно и непосредственно с природой, могут оказать делу правильной охоты». Низкая цена, безусловно, привлекала подписчиков и способствовала популярности журнала: его тиражи доходили до 20 тысяч экземпляров. На успех продаж влияли и другие способы продвижения. Объявляя условия годовой подписки, редакция сообщала о дополнительных преимуществах, среди которых были бесплатные приложения, премиальные предложения за небольшую доплату и скидки.
В качестве бесплатных приложений подписчики получали книги или подписки на тематические журналы. Дополнительно предлагались так называемые премии: за небольшую доплату к стоимости подписки — от 55 копеек до 1 рубля 50 копеек, значительно дешевле обычной цены — подписчикам высылались репродукции картин, акварелей или гравюры на охотничьи сюжеты «для украшения кабинета», настенная карта распространения охотничьих и промысловых животных европейской части России (1906), полезные книги: «Охотничья энциклопедия» на 2400 страницах (1908), «Дрессировка и натаска служебных собак» Г. Оберлендера (1910), «Полный карманный календарь охотника и рыболова и также и спортсмена» (1911), эксклюзивное издание «Современное охотничье дробовое оружие» Гражданского инженера (1912) и «Практическое руководство для ружейных охотников» (1915), литературные и юмористические сборники в комплекте с наборами цветных открыток и т. д. Иногда новые подписчики получали подарки — книгу Гражданского инженера «Искусство стрельбы из нарезного оружия» (1910), «Календарь охотника и рыболова» (1912—1913).

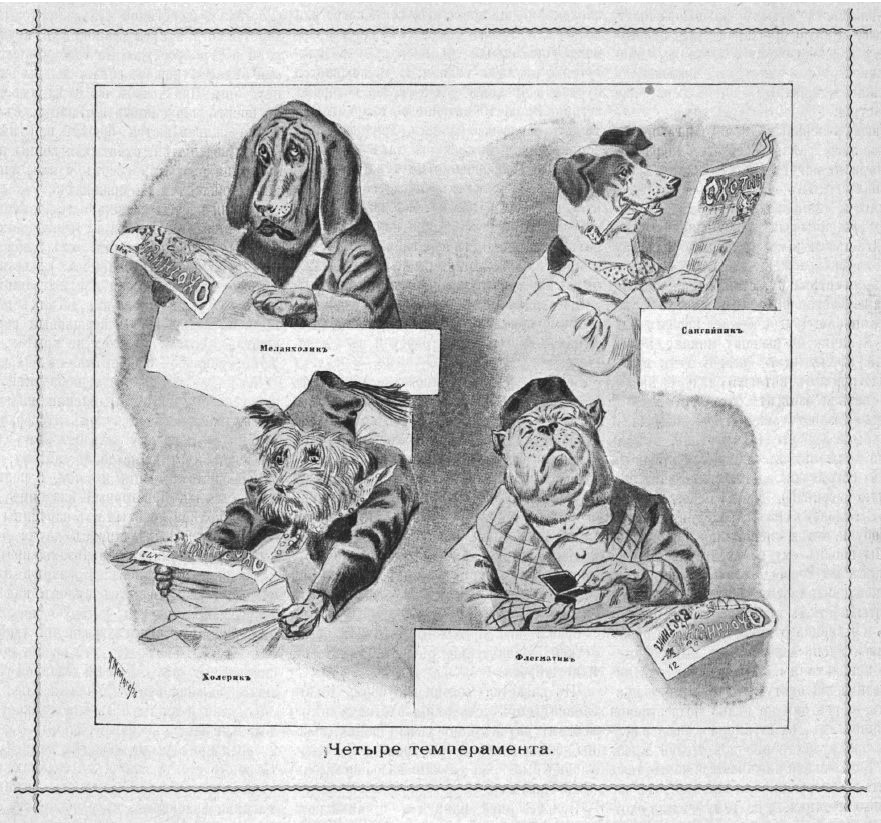
Карикатура «Четыре темперамента» в № 12 за 1901 год: ненавязчивая реклама подписки на «Охотничий вестник»

Бесплатные приложения и «премии» были обычной практикой для периодических изданий того периода. Но только «Охотничий вестник» предоставлял своим подписчикам двухпроцентную скидку в оружейных магазинах Тарнопольского или, по выбору, право «участия в прибылях Товарищества, соответственно сумме стоимости покупок» — своего рода кешбэк (например, в № 1 за 1906 год объявлена выплата в размере 8 % стоимости покупок за 1905 год). В 1901—1903 годах подписчики участвовали в розыгрыше по жребию (то есть лотерее) права на покупку ружей и принадлежностей за 25 % от их обычной цены, для этого Товарищество предоставило в 1901 году 24 ружья и 100 разных принадлежностей, а в 1902—1903 годах по 10 ружей и винтовок. Поощрялись и лица, привлекавшие подписчиков: так, для подписной кампании 1903 года было выделено 8 ружей на подарки самым успешным агентам; в 1912 году лучшие агенты получили в подарок термосы и театральные бинокли. Безусловно, такие привилегии были возможны только благодаря доходам товарищества от оружейной торговли, журнал коммерческой прибыли не приносил.
Ежегодно на выпуск журнала уходило от 6 до 8 тысяч рублей. Авторам публикаций редакция выплачивала гонорары, так, в 1912 и 1913 годах эта статья расходов превысила 4600 рублей.
По итогам года сотрудники получали премии за приобщение подписчиков, на которые выделялось около 800 рублей.

## Конкуренция
Тесная связь журнала с оружейным бизнесом Тарнопольского вызывала недовольство у конкурентов как по издательской, так и по торговой линии. Страницы «Охотничьего вестника» и изданий-конкурентов стали полем боя ожесточённой информационной войны, растянувшейся на много лет. С. В. Озеров, вложивший собственные средства в журнал «Псовая и ружейная охота», защищая свое детище и интересы охотничьих обществ, называл «Охотничий вестник» «вестником охотничьей грязи», «жалким рыночным листком». Уже после смерти своего основателя его журнал, сменивший название на «Семья охотников», обвинял Тарнопольского в рассылке рядовым охотникам «всякой дряни и хлама». Журналы, чьи доходы зависели от щедрых поступлений за рекламу оружейных магазинов — так, «Семья охотников» рекламировала ружья Льежской мануфактуры в магазинах Р. Роггена, — публиковали письма читателей с отзывами о низком качестве ружей, купленных у Тарнопольского по заманчиво низкой цене. В ответ Тарнопольский в «Охотничьем вестнике» снова и снова объяснял, что низкие цены на качественные ружья объясняются большими оборотами и кропотливой работой с поставщиками, в частности, в Бельгии.

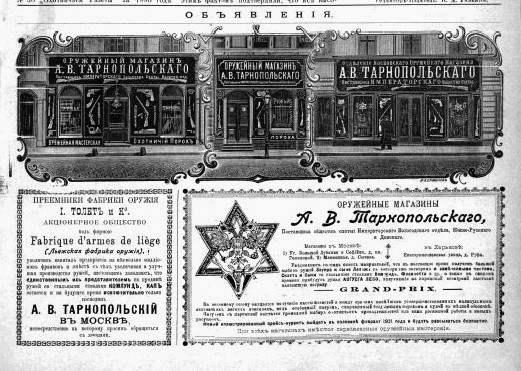
Реклама магазинов А. В. Тарнопольского в журнале «Охотничий вестник», 1901, № 1, стр. 15

Однако и Тарнопольский не щадил конкурентов, прибегая к спекуляциям и передёргивая факты. Сотрудники «Охотничьего вестника» обвиняли С. В. Озерова в подлоге (подделка родословных собак), плагиате (в его журнале была напечатана «украденная» статья Л. П. Сабанеева), приписках (журнал выступал якобы от имени Императорского общества правильной охоты без разрешения; преувеличивал тираж журнала) и многих других грехах. Посредством привлечения третьих лиц — читателей — критиковали магазины конкурентов (в том числе магазины А. А. Биткова, будущего владельца издания). В рекламных объявлениях заявлял, что его магазинам Московским генерал-губернатором предоставлено особое право, «в изъятие из обязательного постановления», продавать ружья без представления покупателями обязательных разрешительных свидетельств: на самом деле такие свидетельства при покупке гладкоствольных ружей не требовались, но малообразованные охотники этого не знали. Наконец,, он многие годы отрицал, что сотрудник «Охотничьего вестника», который под псевдонимом «Гражданский инженер» в ответах на письма читателей советовал им обратиться в магазин Тарнопольского за качественными и недорогими ружьями, и есть сам Тарнопольский; мистификация вскрылась лишь в 1916 году.
Редакция «Охотничьего вестника» писала: «… в России ни один оружейный магазин (а есть между ними и добросовестные) не отзовётся хорошо о магазине Товарищества и о журнале, который создал это дело. Не отзовётся хорошо потому, что Товарищество сделало большой подрыв в ценах, нормировкою цен оно уменьшило их барыши, больно ударило по карману». Издание журнала и публикации Гражданского инженера стали важным инструментом продвижения оружейного бизнеса Тарнопольского, который, по словам современника, «устроил появление на свет этого журнала, дабы иметь в своих руках и при своих магазинах печатное оружие».